# Тафридиум зонтичных
Тафридиум зонтичных (лат. Taphridium umbelliferarum) — вид грибов из семейства Протомициевые (Protomycetaceae), паразит растений из семейства Зонтичные (Apiaceae), вызывает пятнистость и курчавость листьев.

## Морфология
У поражённого растения появляются пятна обычно на верхней стороне листьев, рассеянные или сливающиеся, тёмно-серого цвета. Симптомы поражения см. также в разделе #Курчавость листьев тмина.
Мицелий развивается в межклетниках растения, зимует в корневищах.
Аскогенные клетки (см. Протомициевые#Морфология) образуют упорядоченный слой под эпидермисом листа. Они гладкие, бесцветные, шаровидной, эллипсоидной или многогранной формы, имеют размеры 45—75×30—60 мкм. Оболочки аскогенных клеток толщиной 2—3 мкм.
Аскоспоры эллипсоидные, размерами 3—9,1×1—4,8 мкм.
Спороношение происходит в апреле—июне.

## Географическое распространение и хозяева
Тафридиум зонтичных впервые описан в Дании на борщевике обыкновенном (Heracleum sphondylium), заражает также другие виды борщевика (Heracleum) и виды родов Дудник (Angelica), Тмин (Carum), Ферула (Ferula), Горичник (Peucedanum).
В Европе гриб распространён на Британских островах, Апеннинском полуострове и в северных регионах; в Азии известен в Закавказье (Грузия) и на Дальнем Востоке (Китай, Япония, Россия); также встречается в Северной Америке.
В России тафридиум зонтичных известен в Ленинградской области, где он поражает тмин обыкновенный (Carum carvi) и борщевик сибирский (Heracleum sibiricum), и на Камчатке на Heracleum lanatum.

## Курчавость листьев тмина
Гриб, поражающий тмин был описан как разновидность Taphridium umbelliferarum f. carvi, для которой указываются размеры аскоспор 2—7×1—4 мкм.
Болезнь тмина изучалась в 1930 году М. А. Миловцовой.
Первичное заражение осуществляется через пазушные почки и слабо дифференцированные зачатки листьев, инкубационный период составляет 2 недели.
Поражённые листья уплотняются и становятся тусклыми, их пластинки менее изрезаны, чем у здоровых. Затем листья становятся курчавыми, с искривлёнными дольками и загнутыми краями, буреют.
Меры борьбы состоят в уничтожении заболевших растений и улучшении агротехнического ухода.

## Филогения
Филогенетическое положение вида в кладограмме:
|            | Protomyces                                  |
|            |                                             |
| Taphridium | \| \| Taphridium umbelliferarum \| \| \| \| |
|            | \| \| Taphridium umbelliferarum \| \| \| \| |
|            | Volkartia                                   |
|            |                                             |
|            | Buerenia                                    |
|            |                                             |
|            | Protomycopsis                               |
|            |                                             |
|            | Saitoella                                   |
|            |                                             |
|            | Taphridium umbelliferarum                   |
|            |                                             |

|  | Taphridium umbelliferarum |
|  |                           |